# 桜田久美
桜田久美（さくらだ ひさみ、1934年 - ）は、日本の洋画家。日展評議員、日洋会理事、日本美術家連盟会員。実父は洋画壇の巨匠・桜田精一である。　

## 略歴
- 1933年 父の桜田精一が、朝鮮清州にて教壇に立つ。
- 1934年 朝鮮清州にて、桜田精一の長女・桜田久美生まれる。
- 1939年 桜田精一家族、朝鮮から日本へ帰国する。
- 1957年 女子美術大学芸術学部洋画科を卒業。
- 1978年 日展にて特選となる。
- 1986年 千葉県野田市にて、桜田精一が《鳩聚苑》美術館を建設。
- 1994年 日展審査員となる。
- 1999年 父の桜田精一が永眠。
- 2004年 日展評議員となる。
- 2012年 千葉県教育文化功労賞を受賞。